# رویال رامبل (۲۰۱۷)
رویال رامبل (۲۰۱۷) (به انگلیسی: Royal Rumble) یک رویداد غیر رایگان (Pay-Per-View) در کشتی حرفه‌ای می‌باشد که توسط کمپانی دبلیودبلیوئی برای هردو برَند راو و اسمک‌دَون تهیه می‌شود و این دوره اش هم در ۲۹ ژانویه ۲۰۱۷ در مجموعه ورزشی آلامودوم شهر سن آنتونیو ایالت تگزاس برگزار شد. این رویداد سی‌امین رویال رامبل سالانه بود.

## زمینه‌سازی

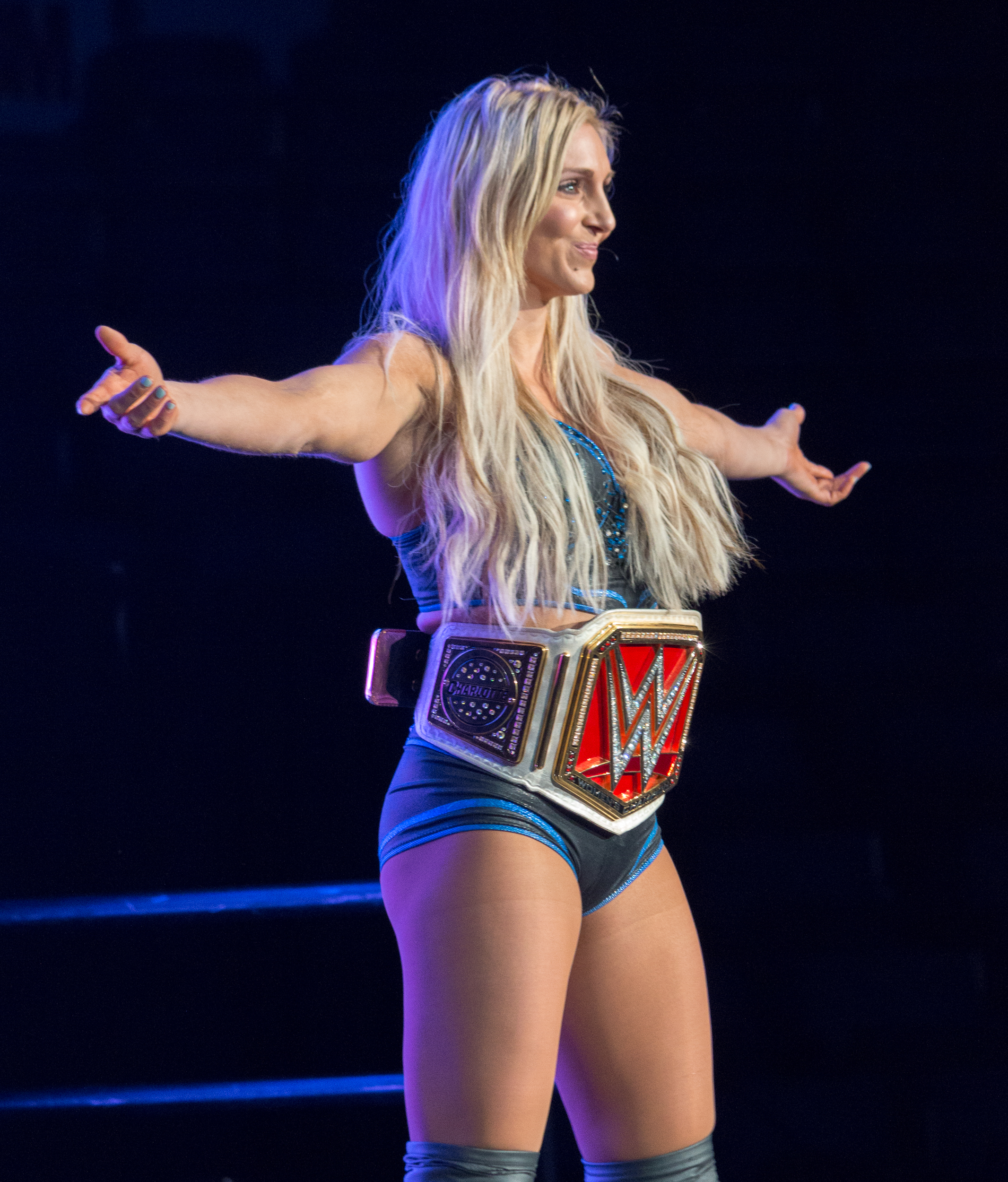
شارلوت قهرمان زنان دبلیو دبلیو دبلیو دبلیو ای در حال ژست گرفتن با مسابقه پیش از کمربند

رویال رامبل شامل مسابقاتی بین دشمنی‌های موجود، ماجراهای پیش آمده و استوری‌هایی خواهد بود که پیش از این در برنامه‌های راو یا اسمک داون پخش شده بود. کشتی‌گیرها با توجه به مسابقات یا سری اتفاقاتی که برایشان رخ می‌دهد و تنش را به حد اکثر می‌رساند، نقش منفی یا قهرمان به خود می‌گیرند.
طبق رسم هرساله در رویال رامبل، رقابت بَتِل رویال بین کشتی گیران برگزار می‌شود به این صورت که هر ۹۰ ثانیه یک نفر وارد رینگ می‌شود. برنده این مسابقه، فرصت رقابت بر سر کمربند دبلیودبلیوئی یا کمربند یونیورسال دبلیودبلیوئی در رسلمانیا ۳۳ را پیدا خواهد کرد. در راو ۲۱ نوامبر، گُلدبِرگ که شب قبل در سروایور سریز مقابل براک لزنر پیروز شده بود، اعلام کرد که خودش اولین ورودی در مسابقه رویال رامبل این سال خواهد بود. هفته بعد در راو، مایکل کول، مصاحبه‌ای اختصاصی با پل هیمن داشت که طی آن هیمن گفت که شکست لزنر در سروایور سریز یک تحقیر بزرگ برای لزنر و خودش بوده و بخاطر این بود که آن‌ها گلدبرگ را دست کم گرفته بودند و اینکه، اکنون لزنر چیزی برای ثابت کردن در خود میبیند و برای محقق شدنش باید در رویال رامبل حضور داشته باشد چون گلدبرگ در آن حضور خواهد داشت. بنابراین هیمن به‌طور رسمی حضور لزنر را در رویال رامبل اعلام کرد.
در راو ۲ ژانویه ۲۰۱۷، هر سه عضو د نو دی و همینطور کریس جریکو و براون استرومن هم حضور خود را در مسابقه رامبل اعلام کردند.
همچنین بارون کوربین در اسمک‌داون ۳ ژانویه، سث رالینز و آندرتیکر در راو ۹ ژانویه و دین امبروز، د میز و دالف زیگلر در اسمک‌داون ۱۰ ژانویه اعلام کردند که در مسابقه رویال رامبل شرکت خواهند کرد. البته رالینز در راو ۲۳ ژانویه مجبور به انجام مسابقه‌ای با سمی زین شد تا برنده در رویال رامبل شرکت کند؛ در این مسابقه پس از اینکه حواس رالینز با موزیک ورودی تریپل اچ پرت شد، سمی زین از این فرصت استفاده کرد و او را شکست داد تا به جای رالینز راهی رویال رامبل شود. شیمس و سِزارو، قهرمانان کمربندهای تگ تیم راو هم در ۱۶ ژانویه از طریق توییتر حضورشان را اعلام کردند. در اسمک‌داون ۱۷ ژانویه، حضور بری وایت، رندی اورتن و لوک هارپر در مسابقه رامبل اعلام شد. در راو ۲۳ ژانویه، حضور بیگ کَس، بیگ شو، روسِف و سمی زین(با شکست رالینز) در مسابقه رامبل قطعی شد. موجو رالی هم طی یک مسابقه ده نفره رامبل در اسمک‌داون ۲۴ ژانویه موفق به بیرون انداختن بقیه شد و حضور خود را در رامبل قطعی کرد.

## نتایج
| #                                                                                                 | نتایج                                                            | نوع مسابقه | مدت زمان |
| ------------------------------------------------------------------------------------------------- | ---------------------------------------------------------------- | --- | -------- |
| ۱پ                                                                                                | بکی لینچ، نیکی بِلا و نِیومی مقابل الکسا بلیس، میکی جیمز و ناتالیا | مسابقه تگ تیم شش نفره | 9:35     |
| ۲پ                                                                                                | لوک گالوز و کارل اندرسون پیروز مقابل سِزارو و شیمس (c)            | مسابقه تگ تیم برای قهرمانی کمربندهای تگ تیم دو داور برای این مسابقه تعیین شده بود                                             | 10:29    |
| ۳پ                                                                                                | نایا جکس پیروز مقابل ساشا بنکس                                   | مسابقه تک نفره | 5:10     |
| ۴                                                                                                 | شارلوت فلِر (c) مقابل بِیلی                                        | مسابقه تک نفره برای قهرمانی کمربند زنان راو                                                                                   | 13:05    |
| ۵                                                                                                 | کوین اوونز (c) پیروز مقابل رومن رینز                             | مسابقه بدون سلب صلاحیت برای قهرمانی کمربند یونیورسال دبلیودبلیوئی؛ کریس جریکو در بالای رینگ و درون یک قفس کوسه معلق بود       | 22:55    |
| ۶                                                                                                 | نِویل پیروز مقابل ریچ سوان (c) با تسلیم                           | مسابقه تک نفره برای قهرمانی کمربند میان‌وزن دبلیودبلیوئی                                                                       | 14:00    |
| ۷                                                                                                 | جان سینا پیروز مقابل ای‌جی استایلز (c)                            | مسابقه تک نفره برای قهرمانی کمربند دبلیودبلیوئی                                                                               | 24:10    |
| ۸                                                                                                 | رندی اورتن پیروز با بیرون انداختن آخرین نفر یعنی رومن رینز       | مسابقه ۳۰ نفره رویال رامبل برای بدست آوردن مسابقه قهرمانی کمربند دبلیودبلیوئی یا کمربند یونیورسال دبلیودبلیوئی در رسلمانیا ۳۳ | 1:02:06  |
| - (c) – نشان‌دهنده قهرمان(هایی) است که به میدان می‌روند - پ – نشان‌دهنده این است که مسابقه در پری–شو |                                                                  | |          |

### ترتیب واردشوندگان و شکست خوردگان در مسابقه رویال رامبل
– راو
  – اسمَک‌دَون
  – ان‌اکس‌تی
  – تعیین نشده
  – برنده
| قرعه | کشتی‌گیر       | برَند       | ترتیب | حذف‌کننده      | مدت حضور | تعداد حذف شدگان توسط او |
| ---- | ------------- | ---------- | ----- | ------------- | -------- | ----------------------- |
| 1    | بیگ کَس        | راو        | 3     | براون استرومن | 09:57    | 0                       |
| 2    | کریس جریکو    | راو        | 27    | رومن رینز     | 1:00:13  | 2                       |
| 3    | کالیستو       | اسمَک‌دَون    | 4     | براون استرومن | 08:17    | 0                       |
| 4    | موجو راولی    | اسمَک‌دَون    | 2     | براون استرومن | 06:16    | 0                       |
| 5    | جک گالاهر     | راو        | 1     | مارک هنری     | 03:20    | 0                       |
| 6    | مارک هنری     | راو        | 5     | براون استرومن | 03:17    | 1                       |
| 7    | براون استرومن | راو        | 9     | بارون کوربین  | 13:11    | 7                       |
| 8    | سمی زین       | راو        | 25    | آندرتیکر      | 46:55    | 0                       |
| 9    | بیگ شو        | راو        | 6     | براون استرومن | 01:42    | 0                       |
| 10   | تای دیلینجر   | ان‌اکس‌تی    | 8     | براون استرومن | 05:27    | 0                       |
| 11   | جیمز الزورث   | اسمَک‌دَون    | 7     | براون استرومن | 00:15    | 0                       |
| 12   | دین امبروز    | اسمَک‌دَون    | 16    | براک لزنر     | 26:55    | 0                       |
| 13   | بارون کوربین  | اسمَک‌دَون    | 21    | آندرتیکر      | 32:39    | 1                       |
| 14   | کوفی کینگستون | راو        | 10    | سزارو         | 16:13    | 0                       |
| 15   | د میز         | اسمَک‌دَون    | 24    | آندرتیکر      | 32:44    | 0                       |
| 16   | شیمس          | راو        | 14    | کریس جریکو    | 12:13    | 2                       |
| 17   | بیگ ای        | راو        | 12    | شیمس و سزارو  | 09:46    | 0                       |
| 18   | روسِف          | راو        | 20    | گلدبرگ        | 22:31    | 0                       |
| 19   | سِزارو         | راو        | 13    | کریس جریکو    | 06:44    | 2                       |
| 20   | زیویر وودز    | راو        | 11    | شیمس          | 04:47    | 0                       |
| 21   | بری وایت      | اسمَک‌دَون    | 28    | رومن رینز     | 24:11    | 0                       |
| 22   | آپولو کروز    | اسمَک‌دَون    | 15    | لوک هارپر     | 05:46    | 0                       |
| 23   | رندی اورتن    | اسمَک‌دَون    | -     | برنده         | 20:52    | 1                       |
| 24   | دالف زیگلر    | اسمَک‌دَون    | 17    | براک لزنر     | 04:21    | 0                       |
| 25   | لوک هارپر     | اسمَک‌دَون    | 22    | گلدبرگ        | 09:56    | 1                       |
| 26   | براک لزنر     | راو        | 19    | گلدبرگ        | 04:30    | 3                       |
| 27   | انزو اموره    | راو        | 18    | براک لزنر     | 00:18    | 0                       |
| 28   | گلدبرگ        | راو        | 23    | آندرتیکر      | 03:21    | 3                       |
| 29   | آندرتیکر      | تعیین نشده | 26    | رومن رینز     | 08:46    | 4                       |
| 30   | رومن رینز     | راو        | 29    | رندی اورتن    | 05:05    | 3                       |